# Paul Klingenburg
Paul Klingenburg (n. 19 octombrie 1907, Duisburg, Regatul Prusiei – d. 10 septembrie 1964, Rüdesheim am Rhein, Republica Federală Germania) a fost un jucător de polo pe apă ce a reprezentat Germania, medaliat olimpic. A participat la 1 ediție a Jocurilor Olimpice (1936) în care a câștigat 1 medalie de argint.

## Participări
Lista de mai jos prezintă principalele competiții la care a participat Paul Klingenburg de-a lungul carierei.
- Jocurile Olimpice de vară din 1936